# Palantir Technologies
Palantir Technologies Inc é uma empresa de software e serviços de informática americana, especializada em serviços para o governo dos Estados Unidos e, desde 2010, para clientes da área financeira. Foi criada em 2004, com investimento inicial de dois milhões de dólares americanos feito pela CIA, através da companhia In-Q-Tel; e U$ 30 milhões de Peter Thiel e sua firma. De acordo com o The Washington Post, "virtualmente qualquer americano empresário, inventor ou cientista trabalhando na área de análise de dados, provavelmente, recebeu um telefonema de In-Q-Tel, ou no mínimo foi pesquisado no Google pelos seus observadores". Em dezembro de 2013, a Palantir foi avaliada em 9000 milhões de dólares americanos.

## História
A Palantir foi fundada em 2004 por Peter Thiel, Alex Karp, Joe Lonsdale, Stephen Cohen e Nathan Gettings, com investimento inicial feito pela CIA, através da companhia In-Q-Tel, empresa de Capital de risco, através da qual a Agência Central de Inteligência investe em empresas de tecnologia, com o único propósito de manter a CIA e outras agências de inteligência americana equipadas com a mais recente tecnologia da informação.
A tecnologia da Palantir foi desenvolvida por cientistas da computação e analistas de agências de inteligência ao longo de três anos, através de experiências-piloto desenvolvidas pela In-Q-Tel.
O conceito de software cresceu a partir da tecnologia desenvolvida no PayPal para detectar atividades fraudulentas, em grande parte conduzidas por grupos de crime organizado de origem russa.
Em 2013, foi avaliada em 9000 milhões de dólares americanos. Em junho do mesmo ano, após a revelação da existência do programa PRISM, a Palantir negou qualquer ligação do seu programa Prism com o da NSA.

## Caso Wikileaks
Em 2010, a Hunton & Williams LLP teria pedido à Berico Technologies, Palantir e HBGary Federal para elaborar um plano de resposta à "ameaça WikiLeaks." No início de 2011, a Anonymous publicou documentos internos da HBGary, incluindo o plano para sabotar a Wikileaks e criar uma campanha de desinformação. O plano propunha que a Palantir: "servisse de base para todos os esforços de coleta de dados, integração, análise e produção". O plano incluiu também slides, supostamente de autoria do Diretor executivo da HBGary Aaron Barr, que sugeriu espalhar desinformação e perturbar o apoio de Glenn Greenwald à WikiLeaks.
Após as revelações, Karp, o diretor executivo da Palantir, terminou todos os laços com a HBGary e emitiu um comunicado pedindo desculpas a "organizações progressistas... e Glenn Greenwald... por qualquer envolvimento que possa ter tido nesses assuntos."

## Investimento da In-Q-Tel
A In-Q-Tel é a empresa de Capital de risco através da qual a Agência Central de Inteligência investe em empresas de tecnologia, com o único propósito de manter a CIA e outras agências de inteligência americana equipadas com a mais recente tecnologia da informação. A empresa atua em público, mas mantém a lista de companhia em que investe em segredo.

## Ver Também
- Agência de Segurança Nacional
- Keyhole, Inc
- In-Q-Tel
- Recorded Future
- Narus
- Spy Files 3
- HBGary